# ГЭС Трес Ирманс
ГЭС Трес Ирманс (порт. Barragem Três Irmãos, Плотина Трёх Братьев) — гидроэлектростанция в Бразилии с установленной мощностью 0,9 ГВт, расположена на притоке Параны реке Тиете.

## Основные сведения
Основные сооружения ГЭС включают в себя:
- комбинированную каменно-насыпную и гравитационную плотину максимальной высотой 82,4 м и общей длиной 3640 м;
- водосброс пропускной способностью 9500 м³/сек;
- машинный зал с пятью генераторами по 161,5 МВт;
- однониточный двухкамерный шлюз с камерами 210×17 м.

Плотина ГЭС сформировала водохранилище, которое на отметке 328 м НУМ имеет площадь 770 км2. Этот водоём посредством канала Перейра-Баррету связан с водохранилищем ГЭС Илья-Солтейра, что используется для сработки части стока Тиете (≈600 м³/сек) через агрегаты этого гидроузла на реке Парана. Шлюз ГЭС Трес Ирманс и канал в верхнем бьефе обеспечивают судоходство между нижней и верхней частью бассейна Параны.
Высота нижнего бьефа соответствует высоте верхнего бьефа контррегулирующей ГЭС Соуза Диаса, подпор от которой распространяется до плотины Трес Ирманс.